# Salmové (Pustinná a porýnská hrabata)
Salmové z rodu tak zvaných „Pustinných a porýnských hrabat“ (německy Wild- und Rheingrafen zu Salm) jsou starý šlechtický rod původem ze středního Porýní, kde se připomínají od počátku 12. století jako hrabata ze Steinu.
Postupem času získali příslušníci rodu Salmů majetky, erby a tituly rozličných tzv. Wildgrafen (pustinných hrabat) a Rheingrafen (porýnských hrabat) a také hrabat z Horního Salmu. Postupem času se zařadili mezi nejvýznamnější, nejurozenější a nejbohatší aristokratické rody Evropy. Rod se zapsal také do českých dějin a patřil k předním rodům Habsburské monarchie. Je znám především svými poněkud zvláštními tituly „Wild- und Rheingraf“, které mnohá česká historická literatura označuje jako prakticky nepřeložitelné, a také neobvykle vysokým množstvím výhodných sňatků, jež umožnily společenský vzestup rodiny. Knížecí větve Salm-Salm a Salm-Horstmar existují dodnes a Salmové z rodu Pustinných a porýnských hrabat tak jsou prokazatelně žijícím rodem.

## Původ rodu

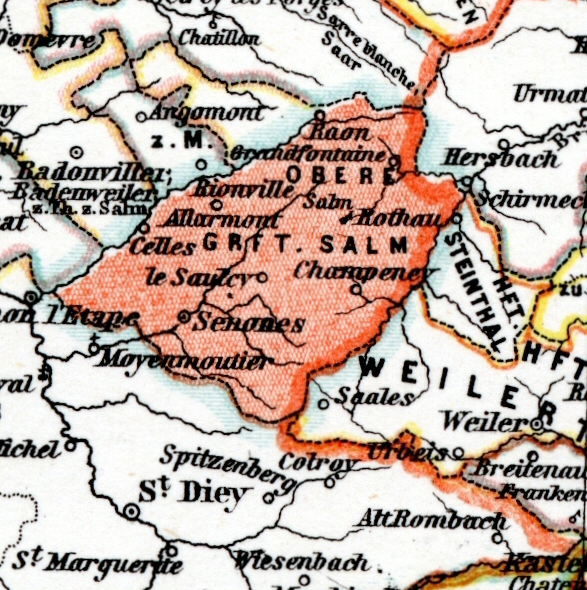
Hrabství Horní Salm ve Vogézách (dnešní Francie). Centrem bylo město Senones.

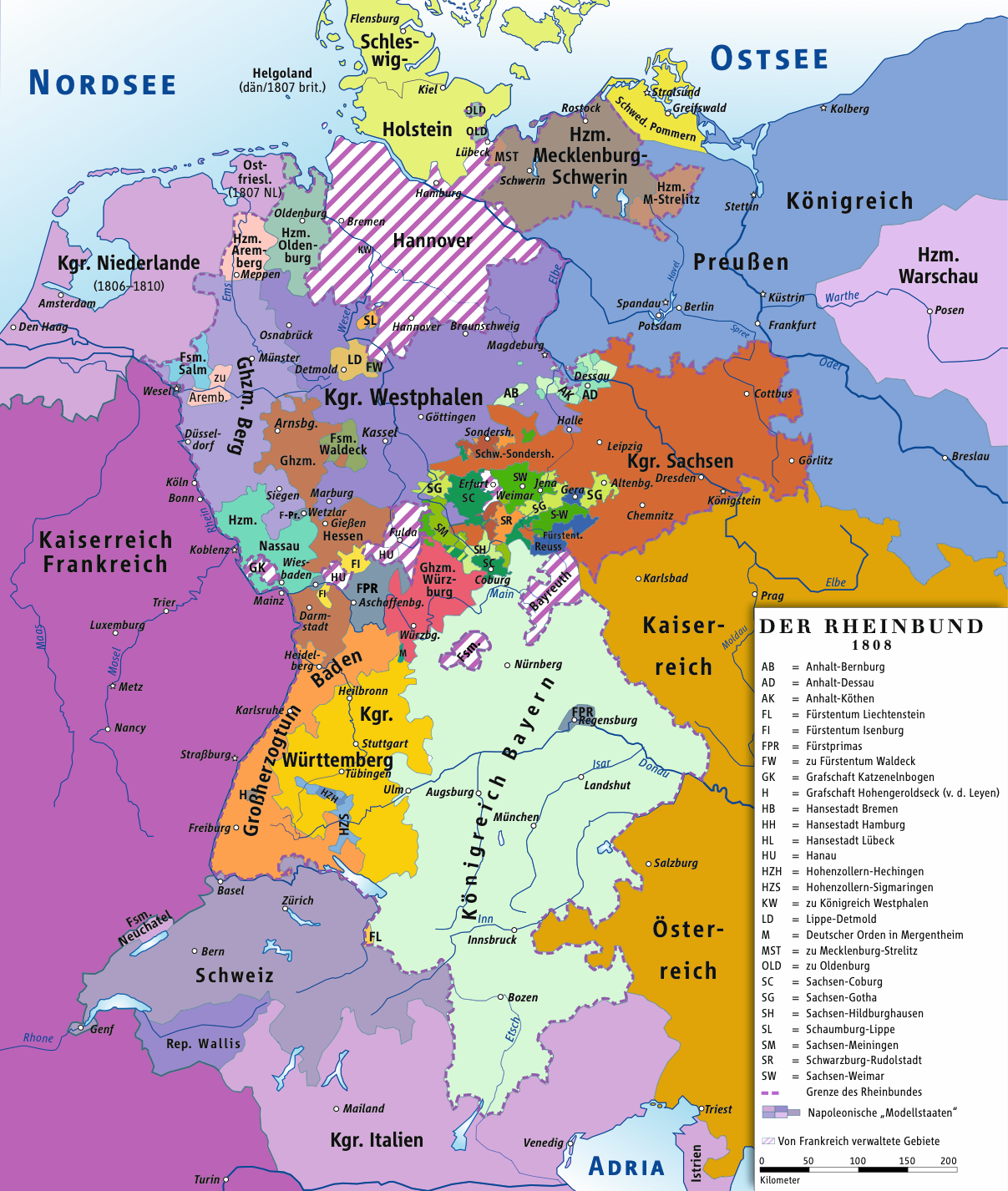
Knížectví a kondominium Salm v Rýnském spolku v roce 1808 (modře, vlevo nahoře). Zaujímalo plochu zhruba 1760 km² a žilo v něm 59 086 obyvatel (1810). Hlavním městem byl Borken (1803-1805) a následně Bocholt (1805-1810)

Nejstarším známým a s jistotou doloženým předkem rodu je Wolfram, hrabě na Steinu, roku 1157 připomínán pod řeckým predikátem „Wolframus de Petra“ (petra = řecky skála, kámen, německy Stein). Jeho syn Siegfried, psaný naopak latinsky „Sifridus de Lapide“ (lapis = latinsky kámen, skála) se kolem roku 1160 oženil s Luccardou, dcerou posledního z rodu „porýnských hrabat“ (německy Rheingraf, latinsky comes Rheni), po kterém roku 1194 zdědil erb, movitý majetek a jméno, zatímco statky na pravém břehu Rýna připadly mohučským arcibiskupům. Nadále se psal jako Rheingraf von Stein a na Steinské hrabství přešel název „Porýnské hrabství“ (německy Rheingrafschaft), který se během raného novověku promítl přímo do názvu městečka a hradu – Rheingrafenstein, hradu, ve kterém byly za krále Rudolfa I. dokonce přechovávány říšské korunovační klenoty. Siegfriedův pra-pra-pravnuk, Jan I. ze Steinu († 1333), se roku 1310 oženil s Hedvikou († 1361), dcerou posledního „pustinného hraběte“ (Wildgraf), Konráda z Dhaunu, a s ní zdědil opět nové statky: hrabství Dhaun, erb a jméno. Janův syn, Jan II., jako první z rodu užíval spojené jméno „Wild- und Rheingraf zu Dhaun und Stein“. V další generaci se rodu znovu podařilo se obohatit sňatkovou politikou. Jan III. († 1428) vyženil spolu s Adelheid, dcerou Pustinného hraběte Gerharda III. a příbuznou své babičky Hedviky, říšské „pustinné hrabství“ (Wildgrafschaft) Kyrburg a rovněž hrad s panstvím v Grumbachu, léno brabantských vévodů, které se během středověku vymanilo z lenní závislosti a přešel na něj, stejně jako na Stein, titul „Porýnského hrabství“. Hrabata ze Steinu tak během tří generací získala celý majetek obou větví vyhaslých „Wildgrafen“. Nejdůležitější krok na cestě ke společenskému vzestupu rodu však učinil Janův vnuk, Jan V. (1436-1495), opět pomocí osvědčené sňatkové metody. V roce 1459 pojal za ženu hraběnku Johannu ze Salmu († 1496), dědičku významného říšského hrabství Horní Salm (německy Grafschaft Obersalm, francouzsky comté de Hâute Salm) ve Vogézách a jako první z rodu tedy získal pozemkový majetek mimo tradiční oblast středního Porýní a Falce. Tím, že jeho rod spolu s hrabstvím přijal jméno a erb Salmů z rodu Wigerichovců, zařadil se mezi tři dědické, vzájemně nepříbuzné rody, nesoucí jméno tohoto starobylého rodu, který je vedlejší linií hrabat z Lucemburku.

## Dělení rodu
1. Salm (1459-1513)
  1. Salm-Kyrburg (I) (1513-1607)
    1. Salm-Kyrburg-Thronecken (1607-1637)
    2. Salm-Kyrburg-Mörchingen (1607-1688)

  2. Salm-Dhaun (1513-1748)
    1. Salm-Grumbach-Rheingrafentein (1574-1668)
      1. Salm-Grumbach/Salm-Horstmar (1668-)
      2. Salm-Rheingrafenstein (1668-1797)

    2. Salm-Altsalm (1574-1598)
      1. Salm (Salm-Anholt) (1598-1738)
      2. Salm-Neufviller (1598-1696)
        1. Salm-Leuze/Salm-Kyrburg (II) (1696-1905)
        2. Salm-Hoogstraeten/Salm-Salm (1696-)
          1. Salm-Dahlberg (1912-)

    3. Salm-Püttlingen (1697-1750)

## Historie

### Nejstarší období
Zatímco v období středověku sledoval rod Salmů přísně politiku primogenitury, kdy vládu dědil jen nejstarší syn a zvětšující se pozemkové statky se zásadně nedělily, na prahu novověku se rodina od této praxe odchýlila. Poprvé si majetky mezi sebou rozdělili synové Jana V. (též někdy uváděn jako Jan VI.), bratři Filip (8. září 1492 – 27. srpna 1521), zakladatel větve Salm-Dhaun, a Jan VI., někdy číslován také jako Jan VII. (1493-1531), zakladatel větve Salm-Kyrburg. Zatímco Janovi potomci z mladší větve znovu rod rozdělili roku 1607 na větve Salm-Kyrburg-Thronecken a Salm-Kyrburg-Mörchingen, které obě vymřely během 17. století, hlavní linie rodu byla nadále ta Filipova, jenž se ovšem dále dělila. Filipovi se navíc sňatkem s hraběnkou Antoinnetou z Neufchâtelu (1495-1544) podařilo vyženit lotrinské panství Neufviller (dnešní Neuville-sur-Moselle, německy Neuweiler), čímž částečně nahradil ztráty vzniklé bratrským dělením. Již Filipovi synové Filip František (4. srpna 1518 – 28. ledna 1561) a Jan Filip (21. března 1520-1566) uzavřeli mezi sebou dědickou dohodu, kterou si otcův majetek znovu rozdělili rovným dílem. Jan Filip, který se oženil s Francouzskou Diane de Donmartin se kterou vyženil panství Vinstingen (dnes Fénétrange v Lotrinsku). Původní dědickou dohodu navíc nahradila nová dohoda z roku 1545, která v linii Salm-Dhaun umožňovala jen dělbu dědictví rovným dílem, čímž byla středověká praxe definitivně popřena. Jan Filip ovšem zemřel bez dědiců a nezaložil tak vlastní trvalou větev. Starší bratrů Filip František však měl tři syny, kteří se rozdělili o otcův a strýcův majetek. Roku 1574 tak Jan Kryštof (20. října 1555 – 3. srpna 1585) založil linii Salm-Grumbach-Rheingrafenstein, Adolf Jindřich (20. února 1557 – 24. dubna 1606) pokračoval v linii Salm-Dhaun a nejstarší Fridrich (3. února 1547 – 26. října 1608) založil linii Salm-Altsalm. Fridrich si jako nejstarší pojistil vládu nad Horním Salmem, který začínal v rámci rodových držav hrát přední úlohu, a také nad panstvím Neufviller, zatímco mladší bratři zdědili kromě rodových hrabství, po nichž se psali, navíc napůl hrabství v Dhaunu. Fridrich zplodil šest dcer a sedm synů. Proto také nedodržel zvyk dělit svůj majetek mezi všechny syny rovným dílem, ale jen dvěma, resp. třem z nich umožnil založit vlastní rodovou linii. Otcovy majetky zdědili pouze nejstarší syn Filip Otto (22. května 1576 – 23. listopadu 1634), dědic Hornosalmského hrabství a druhorozený syn Jan Jiří (1580 – 13. září 1650), dědic nesuverénního panství Neufviller v Lotrinsku. Ostatní synové byli určeni pro duchovní dráhu. Jan Jiří však zemřel bez potomků a Neufviller tak zdědil nejmladší ze sedmi bratrů Fridrich Magnus (29. června 1606 – 27. ledna 1673).

### Starší linie knížat ze Salmu (Salm-Anholt)

Erb knížat ze Salmu

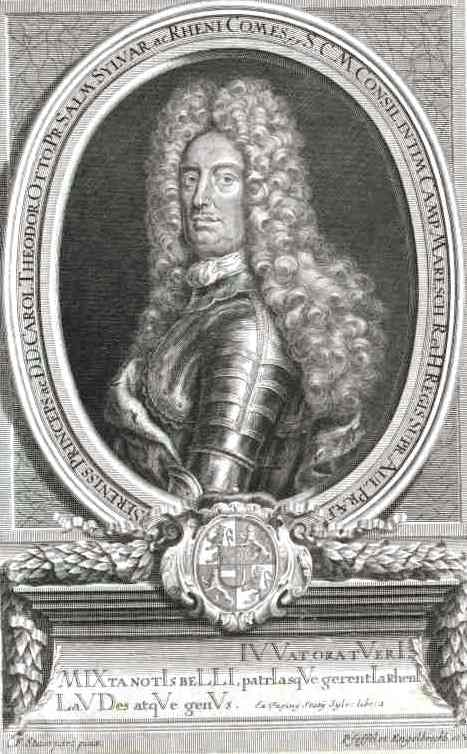
Kníže Karel Theodor Otto ze Salmu, zřejmě nejvýznamnější osobnost rodu

Filip Otto z linie Salm (22. května 1576 – 23. listopadu 1634) byl 8. ledna 1623 císařem Ferdinandem II. povýšen jako první z rodu do stavu knížat Svaté říše římské. Knížecí titul obdržel pro sebe, svého prvorozeného syna a všechny potomky tohoto syna. Mladší syn Filipa Otty i jeho případní další potomci byli tedy z knížecího stavu teoreticky vyloučeni, protože však nejstarší Filipův syn a druhý kníže Ludwig padl r. 1636 v bitvě u St. Omer, zbyl nakonec jen jediný dědic knížecího titulu. Zajímavé je, že na základě privilegia z 22. března 1623 si první kníže Filip Otto mohl vybrat, k jakému rodovému území se titul knížete bude vztahovat. Vybral si Salm, což bylo do budoucna určující. Sám se ale podepisoval převážně jako Rheingraf a knížecí titul kladl až za hraběcí. Dvacet let se Filip Otto věnoval vojenské kariéře, v l. 1616-1624 byl francouzským generálporučíkem, poté přestoupil do císařské armády, stal se polním maršálem, dvorským válečným radou a zemřel na následky zranění z bitvy u Nördlingenu. Leopold Filip Karel, třetí kníže Salm (1620 – 15. prosince 1663), se 22. října 1641 oženil s Mariannou, hraběnkou von Bronckhorst-Batenburg, dědičkou svobodného panství Anholt v německém dolním Porýní. S držbou panství se pojil hlas ve Dolnorýnsko-vestfálském hraběcím kolegiu říšského sněmu a hlas v krajském sněmu Dolnorýnsko-vestfálského kraje. Po tomto panství bývá tahle větev někdy označována jako Salm-Anholt. Během zasedání říšského sněmu v Řezně 1653/54 byl Leopold Filip dne 28. ledna 1654 slavnostně uveden na sněmovní lavici knížat Svaté říše římské. Virilní hlas v knížecí radě obdržel kníže dědičně vždy pro nejstaršího syna. Vedle hlasu v radě říšských knížat (za Horní Salm) a v Kolegiu dolnorýnsko-vestfálských hrabat (za Anholt), náležely rodu také virilní hlasy na krajských sněmech Hornorýnského kraje (Salm) a Dolnorýnsko-vestfálského kraje (Anholt).

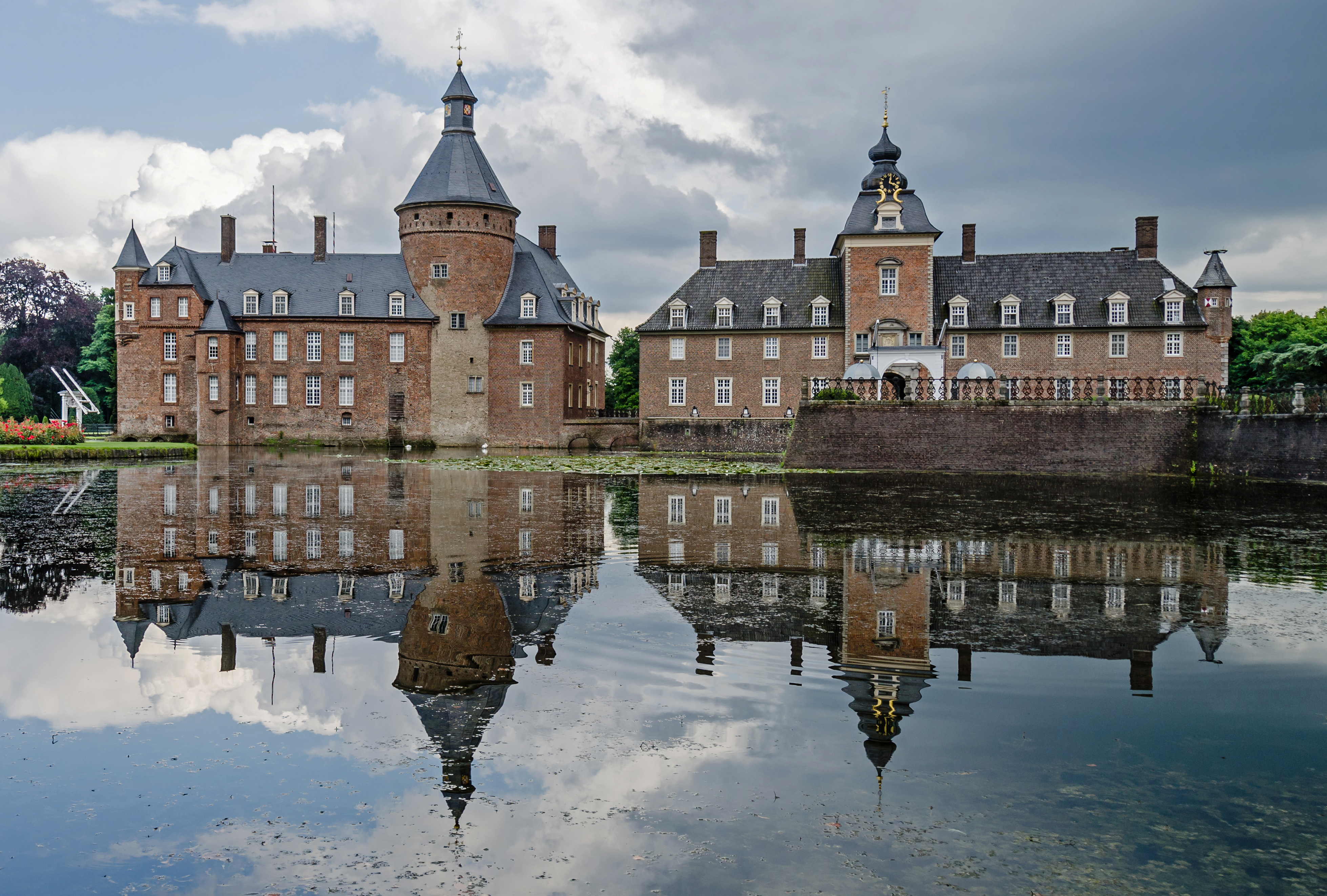
Vodní zámek Anholt

Leopoldův syn, čtvrtý kníže Karel Theodor Otto (27. května 1645 – 10. listopadu 1710), se stal ve Vídni vychovatelem budoucího císaře Josefa I. a zasloužil se o následníkův sňatek se svou neteří, Amálií Vilemínou Brunšvicko-Callenberskou. Byl také předsedou Tajné státní konference, císařovy osobní rady. Na panství Anholt nechal přestavět starý hrad na reprezentativní barokní sídlo, dodnes jednu z nejpůsobivějších aristokratických rezidencí dnešní země Severní Porýní-Vestfálska. Sem přenesl své sídlo ze zámku v Senones, tehdy hlavním městě okněžněného hrabství Horní Salm. Zámek Anholt se napříště stal hlavním rodovým sídlem knížat ze Salmu i pozdějších knížat ze Salm-Salmu. 25. listopadu 1697 udělil císař Leopold I. Karlu Theodorovi predikát „Jasnost“. Druhou manželkou Karla Theodora se stala Ludovika Marie Falcko-Simmernská (23. července 1647 – 11. března 1679), v katolické víře vychovaná vnučka kurfiřta a českého vzdorokrále Fridricha V. Falckého. Skrze tento sňatek se Karel Theodor pokusil získat anglický trůn, jelikož po odstavení Jakobitů to byli právě Wittelsbachové z Kurfiřtské Falce, potomci princezny Alžběty Stuartovny, kdo byl určen za dědice anglické koruny po smrti královny Anny. Protože však byli oba salmští manželé katolíky, přešlo nástupnictví na Ludovičinu kalvínskou tetu Žofii Falcko-Simmernskou a na jejího manžela, kurfiřta Arnošta Augusta Hannoverského. Ludovika však Karlu Theodorovi přinesla také dědické nároky na severoitalské vévodství Montferrat, neboť její matkou byla princezna Anna Gonzaga de Nevers et de Rethél. Salmovské nástupnictví bylo dokonce 22. ledna 1695 potvrzeno císařem Leopoldem I., když však v roce 1708 zemřel poslední vládnoucí mantovský a montferratský vévoda, Karel IV., dostal se Montferrat vlivem událostí války o dědictví španělské do rukou rodu Savojských. Salmové tak Monterrat sice nikdy nezdědili, ale jejich nástupnická pretendence se odrazila v rodovém erbu, doplněném o znak vévodství a erb jeho bývalých vládců, markrabat z byzantského císařského rodu Palaiologovců, od kterých v 16. století přešlo Montferratské markrabství na mantovské vévody z rodu Gonzagů. Pátým knížetem, Ludvíkem Ottou (24. října 1674 – 23. listopadu 1738), který studoval u pražských jezuitů v Klementinu, větev Salm po meči vymírá.

#### Přehled knížat
- 1623-1634 Filip Otto, 1. kníže Salm (1576-1634)
- 1634-1636 Ludvík, 2. kníže Salm (1618-1636), syn
- 1636-1663 Leopold Filip Karel 3. kníže Salm (1620-1663), bratr
- 1663-1710 Karel Theodor Otto 4. kníže Salm (1645-1710), syn
- 1710-1738 Ludvík Otto 5. kníže Salm (1674-1738), syn

### Linie Salm-Hoogstraeten/Salm-Salm

Erb rodu Salm-Salm

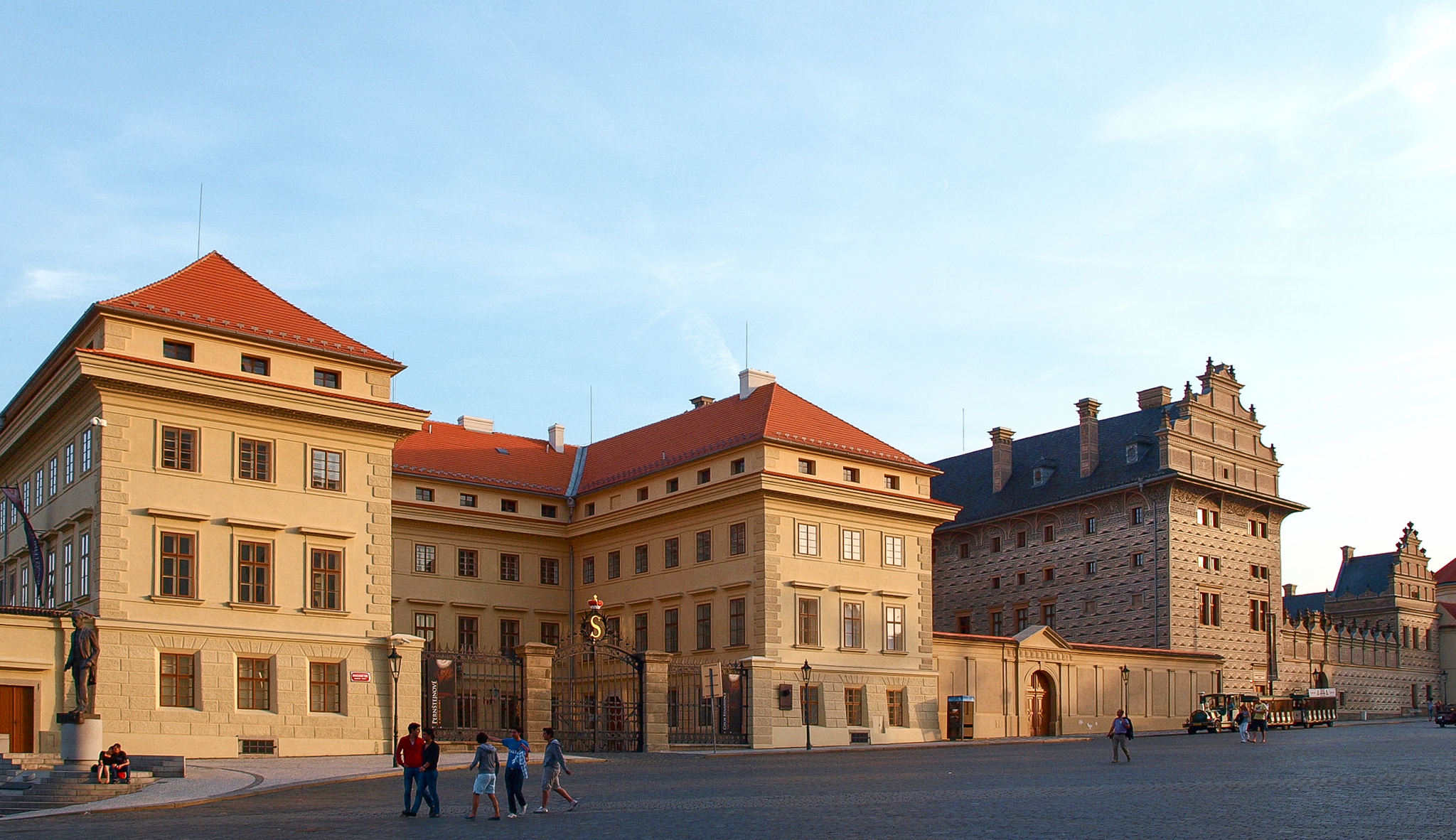
Salmovský palác v Praze na Hradčanech (v popředí), vpravo od něho je Schwarzenberský palác

Větev Salm-Neufviller se mezitím roku 1696 rozdělila na „falcko-lotrinskou“ větev Salm-Leuze a „belgickou“ větev Salm-Hoogstraeten, založenou hrabětem Karlem Florentinem (14. ledna 1638 – 4. září 1676), který byl ženatý s brabantskou šlechtičnou z významného rodu, Marií Gabrielle de Lalaing (1648 – 8. února 1709), dědičkou hrabství Hoogstraeten. Jejich mladší syn a pokračovatel rodu, Vilém Florentin (12. května 1670 – 5. června 1707) v roce 1707 převzal po matce Hoogstraetenské hrabství v Rakouském Nizozemí, 14. ledna 1740 povýšené Karlem VI. na vévodství.

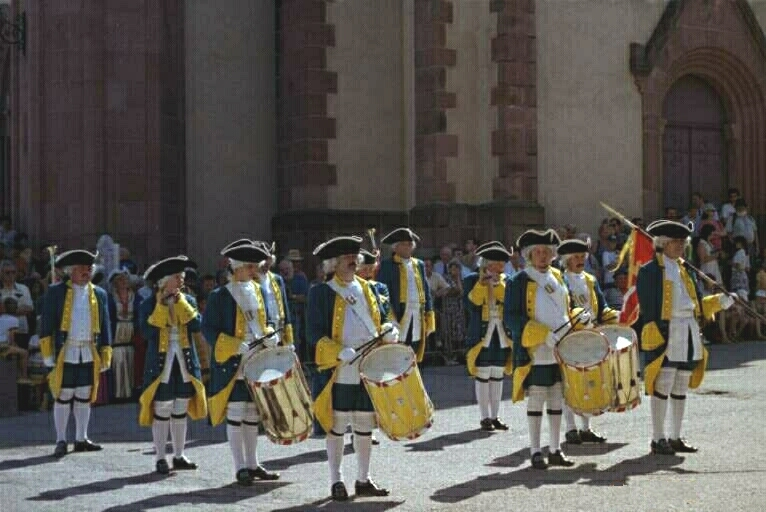
Reenactment historické salmské gardy v Senones v bývalém Horním Salmsku

Opravdový vzestup hoogstraetenské větve Salmů zajistil ale až Vilémův syn Mikuláš Leopold (25. ledna 1701 – 4. února 1770), vzešlý ze sňatku s hraběnkou Marií Annou z Mansfeldu, který byl 14. ledna 1739 Karlem VI. ve Vídni povýšen spolu s celým rodem do stavu panujících říšských knížat jako kníže Salm. Knížecí titul byl na tento rod přenesen z vymřelé větve Salm, jejímž dědicem a nejbližším mužským příbuzným Mikuláš Leopold byl. Když byla roku 1742 do knížecího stavu povýšena také větev Salm-Kyrburg (přesněji mladší z obou větví toho jména), obdržel Mikuláš 16. října 1743 od císaře Karla VII. knížecí titul znovu, tentokrát s rodovým jménem „Salm-Salm“, aby napříště nedošlo k záměně. Mikuláš však po příbuzných nezdědil jen titul, ale také okněžněné hrabství Horní Salm ve Vogézách, říšské panství se zámkem v Anholtu, kam z dosavadního sídla rodu, paláce v Antverpách, přesídlil, a další rozsáhlý majetek. Spolu s majetkem na Mikuláše přešly pochopitelně i hlasy na říšském sněmu a sněmech krajských, ovšem virilní hlas v radě říšských knížat byl od r. 1743 sdílen s rodem Salm-Kyrburg. Okněžněné hrabství Horní Salm, součást Svaté říše římské, avšak po roce 1766 již zcela obklopené územím francouzského království, obdrželo roku 1751 uznání svrchovanosti ze strany krále Ludvíka XV. jako tzv. Knížectví Salm-Salm. Tento název byl pak občas užíván také v říši. Mladší ze synů Mikuláše Leopolda, princ Maxmilián Bedřich, vstoupil roku 1755 do habsburské armády, kde v červenci 1757 v  bitvě u Kolína v hodnosti majora prokázal velkou statečnost při dobývání pruských dělostřeleckých postavení a jen během tohoto jediného útoku byl čtyřikrát zraněn. Následujícího roku obdržel rytířský, nejvyšší stupeň Řádu Marie Terezie a během osvobozování Těšína byl zajat Prusy. Po sedmileté válce, roku 1772, byl povýšen na polního podmaršálka a následně se stal císařským guvernérem v Antverpách a rytířem rakouského Řádu zlatého rouna. Jeden z jeho bratrů, princ Vilém Florentin, se koncem 18. století stal knížetem-arcibiskupem pražským. V době jeho úřadování pražská arcidiecéze utrpěla velké škody v důsledku válečných kontribucí a rabování, ale zásluhou Viléma Florentina se podařilo zachránit stříbrný náhrobek svatého Jana Nepomuckého v Katedrále svatého Víta na Pražském hradě. V letech 1794-1795 ztrácí knížecí rod Salm-Salm všechny své bezprostřední statky s výjimkou Anholtu (který jediný ležel na pravém břehu Rýna) a dočasně také belgické vévodství Hoogstraeten.

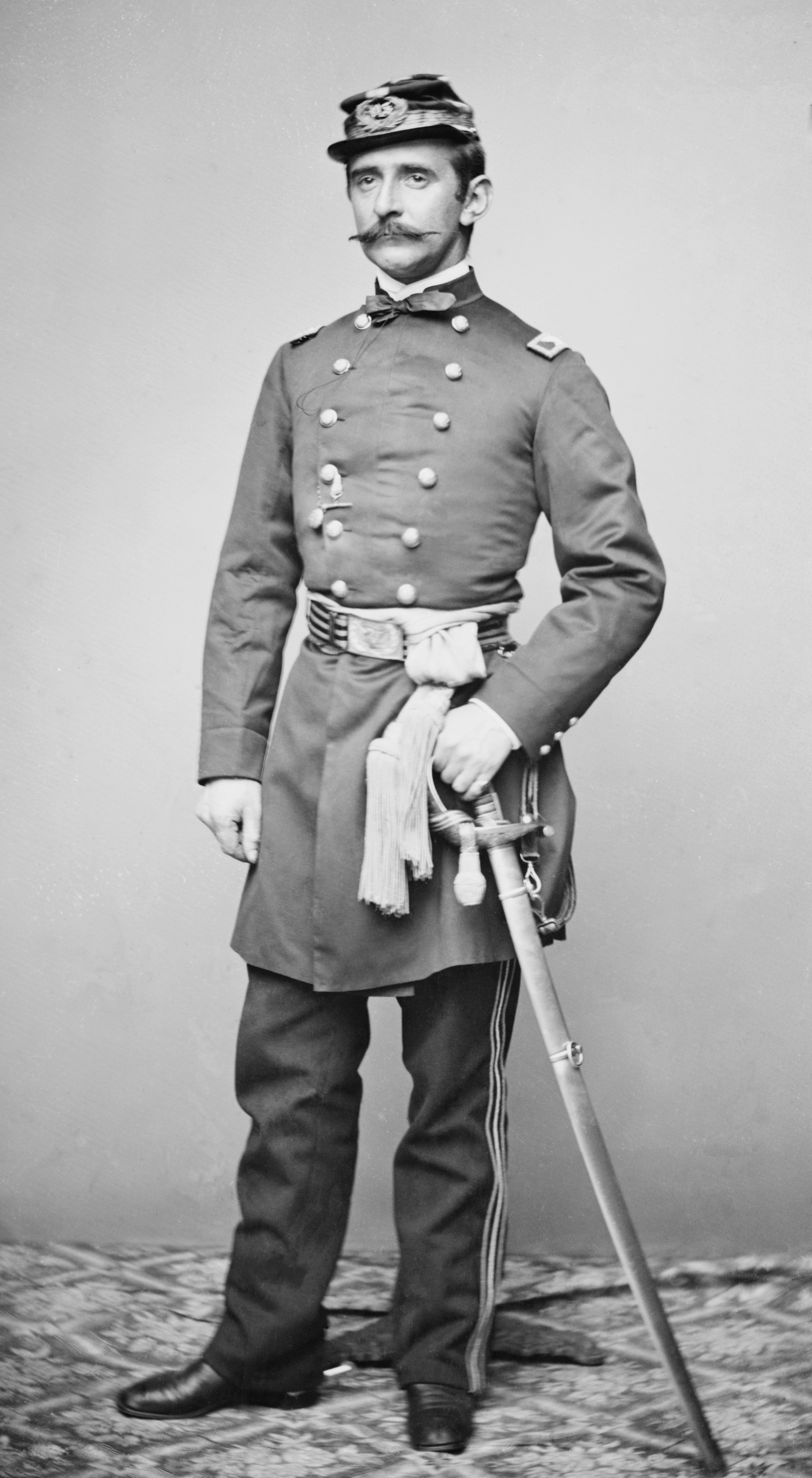
Princ Felix ze Salm-Salmu v uniformě Americké unie, Fotografie: Mathew B. Brady

Závěrečný reces říšské deputace z roku 1803 přiznal Salm-Salmům jako odškodné ideální dvě třetiny z okresů Ahaus a Bocholt, patřících původně k Münsterskému knížecímu biskupství, které od východu sousedily s Anholtským panstvím. Zbylá ideální třetina obou okresů byla jako kompenzace za ztracené državy přiřknuta příbuznému rodu Salm-Kyrburg a z obou okresů bylo utvořeno společné Knížectví Salm, kterému měly vládnout hlavy obou rodů jako spoluknížata. Ke knížectví nově patřily dva virilní hlasy v knížecí radě říšského sněmu, takže rody Salm-Salm i Salm-Kyrburg mohly konečně hlasovat plně samostatně. Anholt byl z tohoto dělení vyjmut a nadále patřil jen Salm-Salmům. 12. července 1806 se Salmské knížectví, které zároveň mediatizovalo panství Gehmen, patřící rodu Boyneburg-Bömelberg, stalo jedním ze zakládajících členů Rýnského spolku a byla mu garantována svrchovanost. Když však Napoleon Bonaparte roku 1810 změnil své plány s Německem a obsadil řadu dříve svobodných státečků, bylo takto zabráno i Knížectví Salm s panstvím Anholt a připojeno k Francii. Oficiální datum ztráty suverenity a záboru je 28. únor 1811, fakticky k němu ale došlo již 13. prosince 1810. Konstantin, 3. kníže Salm-Salm (22. listopadu 1762 – 25. ledna 1828), dostal finanční rentu jako náhradu škody a 31. prosince 1811 byl také odškodněn francouzským vévodským titulem (francouzsky duc de l'Empire et de Salm) dědičným pro hlavu rodu. Vídeňský kongres vrátil Salmům jejich knížectví zpět, ovšem již jen ve formě mediatizovaného stavovského panství pod svrchovaností Pruska. Roku 1824 kníže Salm-Kyrburg prodal svůj podíl na společném knížectví rodině Salm-Salm. V roce 1825 obdržel rod rozhodnutím sněmu Německého spolku predikát „Jasnost“ dědičně pro hlavu rodu, což bylo v rámci Pruska roku 1833 rozšířeno na všechny členy rodu. 12. října 1854 získal rod dědičné virilní členství v panské sněmovně nově zřízeného pruského parlamentu.
Kníže Konstantin se přes svou protirevoluční orientaci stavěl poměrně vlažně ke katolické církvi. Ještě těsně před svým odchodem z Horního Salmu r. 1790 sekularizoval k nelibosti okolí opatství v Senones a zabavil jeho majetek. Když v roce 1826 přestoupil na protestantismus, byl Karlem X. vykázán z Francie, kde v té době žil, a celý skandál musel mírnit pruský král Bedřich Vilém III. Konstantin, ač byl „pán domu“ (Cheff des Hauses) nenutil ke konverzi své děti a příbuzné, kteří setrvali v katolické víře. I tak je ale Konstantinovo přestoupení v dějinách přísně katolické rodiny výjimečné. Konstantin byl znám i jako mecenáš malíře Franze Nadorpa z hnutí Nazarénů. Konstantinovou druhou manželkou byla česká hraběnka Marie Walburga ze Šternberka a Manderscheidtu a jejich svatba se konala 4. února 1788 na zámku ve Vinoři. V průběhu 19. století rodinu Salmů nejvíce proslavil princ Felix ze Salm-Salmu, který sloužil postupně v rakouské, pruské a americké unijní armádě, se kterou se jako unijní generál zúčastnil války Severu proti Jihu. Po uzavření míru v roce 1865 odešel do Mexika, kde vstoupil do služeb císaře Maxmiliána Habsbursko-Lotrinského, stal se jeho důvěrníkem a vytrval při něm až do císařovy popravy. Poté se vrátil do Evropy, opět vstoupil do pruské armády a účastnil se prusko-francouzské války, kde padl v bitvě u St. Privatu. Vilém Florentin (7. března 1786 – 2. srpna 1846), čtvrtý kníže Salm-Salm, se zase roku 1830 pokoušel získat nový belgický trůn a argumentoval při tom starými nároky svého hoogstraetenského vévodství, ovšem neuspěl. Alfred Ferdinand, sedmý kníže (13. března 1846 – 20. dubna 1923) se oženil s českou hraběnkou Rózou z Lützow, dcerou a jedinou dědičkou hraběte Františka Lützowa, známého českého vlastence a anglisty. Knížeti Alfredovi přinesla roku 1916 do manželství východočeská panství Žampach a Borohrádek. Rod Salmů se tak na krátko (1916-1945) dostává také do Čech, ačkoli obě tato panství, dědí roku 1927 po matce princezna Henrieta Františka Salm-Salm (20. června 1875 – 2. července 1961), od roku 1907 provdaná za Dona Carla, hraběte Lucchesi-Palli, 10. knížete z Campofranco, 7. vévody z Grazia, aristokrata sicilského původu. Hlavní větev Salmů, tak sice záhy o východočeská panství přišla, ovšem v Čechách déle zakotvil také Henrietin mladší bratr, princ František Emanuel Konstantin (30. srpna 1876 – 10. ledna 1964) se 16. listopadu 1912 v Praze oženil s baronkou Marií Antonií z Dalbergu (11. března 1891 – 22. února 1979), která po svém otci roku 1920 zdědila české velkostatky Dačice, Roztěž, Malešov a Suchdol u Kutné Hory i majetek v Porýní. Princ František Emanuel tak založil vlastní „českou“ větev rodu.

#### Současnost

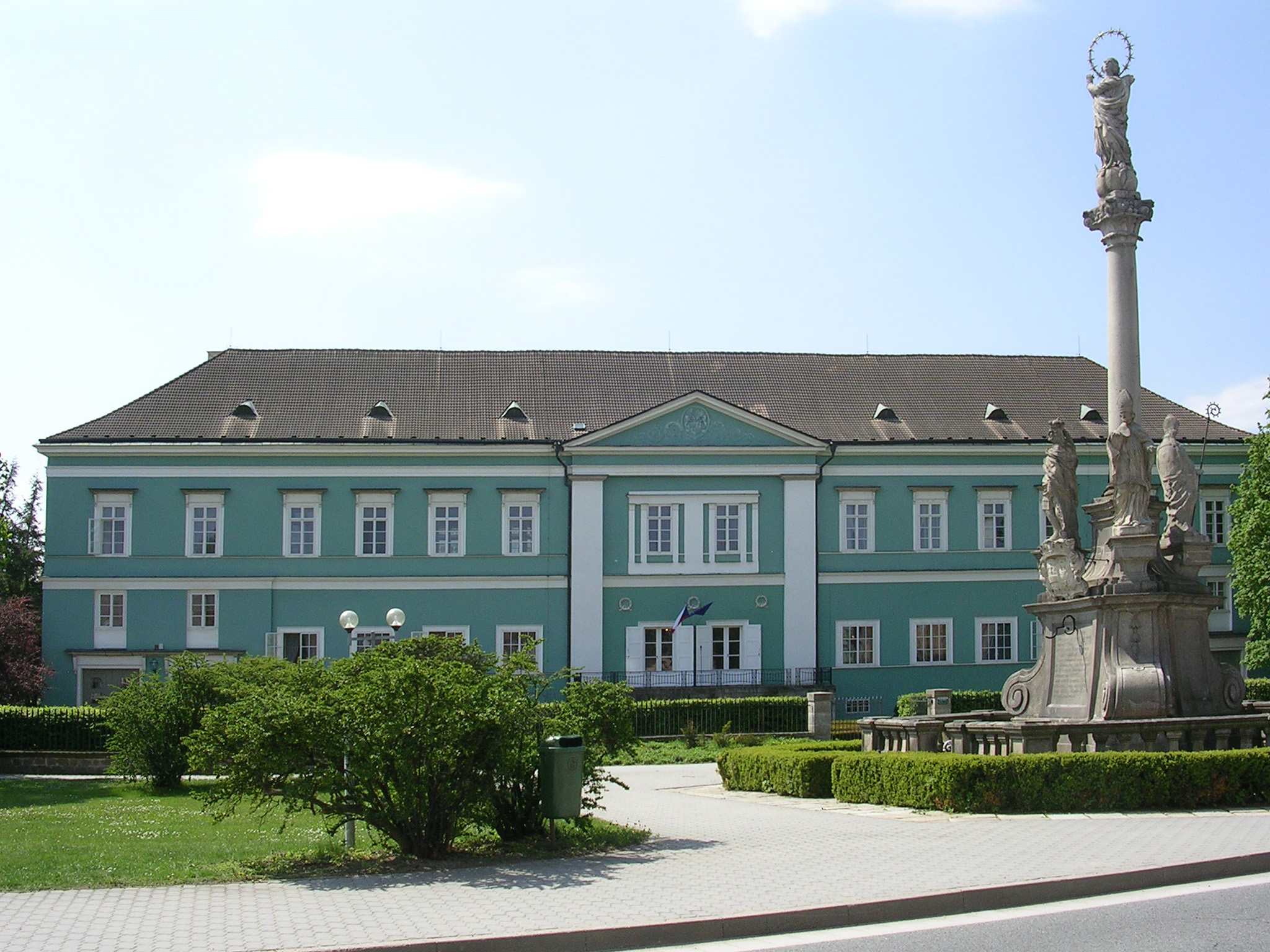
Nový zámek Dačice

Vedlejší větev rodu Salm-Salmů se tak na krátko (1920-1945) dostal také do Čech, ale již po druhé světové válce byl český majetek Salm-Salmů na základě Benešových dekretů zkonfiskován a Salmové byli jako příslušníci německé národnosti násilně vysídleni. Potomci Františka Emanuela si v Německu zaregistrovali rodové jméno princové von Salm-Dahlberg. Současným představitelem této větve je princ Michael Alfred (* 16. ledna 1953) a následníkem princ Constantin (* 9. června 1980). Příslušníci rodu Salm-Salmů v současnosti žijí převážně v Německu a ve Velké Británii.
Současnou hlavou rodu je kníže Karel Filip Salm-Salm (*19. května 1933), který sídlí na rodovém sídelním zámku Anholt a řídí rodinné záležitosti, přičemž část hospodářských rozhodnutí přesunul na svého syna, dědičného prince Emanuela Filipa (* 6. prosince 1961). Společně se věnují nejen správě rodinných a ekonomických záležitostí, ale také výzkumu a zpracovávání bohaté rodové historie.

#### Majetkové poměry
Říšsky bezprostřední statky a volná říšská léna (téměř říšsky bezprostřední) jsou podtržena
Před napoleonskými válkami:
- okněžněné hrabství Horní Salm
- panství se zámkem Anholt (asi 1600 obyv. v 40. letech 19. stol.)
- ¾ trhové vsi Windesheim (u Kreuznachu, z ¼ falcké léno, ze ¾ trevírské léno)[9] – šlo o část dědictví po rodu Salm-Dhaun († 1748)[10] (zbytek držel rod Salm-Kyrburg)
- zhruba 1/12[11] panství Fénétrange (Vinstingen) (1751/1753 prodáno Stanislawu Lesczczyńskému, vévodovi lotrinskému)[12]
- ¼ „Pustinného hrabství“ Dhaun – z dědictví po hrabatech Salm-Dhaun
- část dědictví po hrabatech Salm-Dhaun:[13] ¾ okresů Rhaunen am Idar a Sonnwald (celkem 8 vsí, zbytek dědictví držel rod Salm-Kyrburg)[10]
- vévodství Hoogstraeten a vicehrabství Aalst v Rakouském Nizozemí[14] (vévodství Hoogstraeten čítalo městečko se zámkem, s 18 vesnicemi a třemi venkovskými kláštery)
- panství Loon op Zand v Nizozemí[14]
- městečko Badonviller (Badenweiler), vsi Bannsplaine, Semengotthe, Langenstein a Celle, panství Ogéviller a Pontigny v Lotrinsku, od r. 1766 ve Francii
- říšské porýnské statky Flonheim, Dhronecken (Thronecken), Wildenburg Diemeringen (z každého ¼) a ⅛ Wörrstadtu spravované společně s rodem Salm-Kyrburg[15] (z toho ⅛ Flonheimu, Dhroneckenu, Wildenburgu a Diemeringenu a 1/16 Wörstadtu)
- trhové městečko Kirn – falcké léno spravované společně s rodem Salm-Kyrburgů (z toho ¼ Salm-Kyrburgů)[16]
- výnos z rýnského cla na říšsko-nizozemských hranicích (7. září 1816 prodáno Nizozemsku za věčnou rentu 22 000 zl. ročně, která byla roku 1817 změněna na jednorázové vyplacení)

Po napoleonských válkách:
- ⅔ bývalého bezprostředního Knížectví Salm, tj. ⅔ okresů Ahaus a Bocholt a panství Werth (⅓ patřila rodu Salm-Kyrburg, 1824 salm-kyrburská část odkoupena) (asi 68 000 obyv. v 40. letech 19. stol.)
- panství se zámkem Anholt (asi 1650 obyv. v 40. letech 19. stol.)
- vévodství Hoogstraeten (roku 1886 prodáno Belgii), vicehrabství Aalst a panství Loon op Zand v Nizozemí[14]
- alodní velkostatky Žampach a Borohrádek v Čechách (1916-1927) – získáno sňatkem s rodem hrabat Lützowů

Rozsáhlé změny v državách vyvolané napoleonskými válkami byly Salm-Salmům spíše k užitku. Zatímco těsně před francouzským záborem činily roční příjmy rodu asi 160 000 zl., ve 40. letech 19. století se blížily částce 600 000 zl., v čemž ovšem není započítána jistá míra inflace.
Česká větev Salm-Da(h)lberg
- velkostatek Loburg ve Vestfálsku (nedaleko Coesfeldu) (1912-současnost)
- velkostatek Wallhausen v Porýní-Falci (u Bad Kreuznachu) (1920-současnost) – získáno sňatkem jako dědictví po Dalbercích
- alodní velkostatek Malešov se statky Roztěž a Suchdol, v Čechách (1920-1945)
- alodní velkostatek Dačice na Moravě (1920-1945)

#### Titul
Plný titul současné hlavy rodu zní: Jeho Jasnost, Karel Filip Josef Petr Celestin Baltazar, 14. kníže na Salmu, 9. kníže na Salm-Salmu, 9. kníže na Salm-Kyrburgu, Pustinný a Porýnský hrabě, kníže na Ahausu a Bocholtu, vévoda z Hoogstraetenu, hrabě na Anholtu, pán na Vinstingenu a Werthu.

#### Přehled knížat
Od roku 1918 nemá knížecí titul formální a závaznou právní platnost
- 1739/1743-1770 Mikuláš Leopold, 1. kníže Salm ze Salmu (1701-1770)
- 1770-1778 Ludvík Karel Oto, 2. kníže Salm ze Salmu (1721-1778), syn
- 1778-1828 Konstantin Alexandr, 3. kníže Salm ze Salmu (1761-1828), synovec
- 1828-1846 Vilém Florentin, 4. kníže Salm ze Salmu (1786-1846), syn
- 1846-1886 Alfréd Konstantin, 5. kníže Salm ze Salmu (1814-1886), syn
- 1886-1908 Mikuláš Leopold, 6. kníže Salm ze Salmu (1838-1908), syn
- 1908-1928 Alfréd Ferdinand, 7. kníže Salm ze Salmu (1846-1928), bratr
- 1928-1988 Mikuláš Leopold, 8. kníže Salm ze Salmu (1906-1988), vnuk
- 1988-současnost (2016) Karel Filip, 9. kníže Salm ze Salmu (1933-), syn

#### Přehled hlav rodu Salm-Dahlberg
- 1912-1964 princ František Emanuel Salm-Salm (1876-1974)
- 1964-2011 princ František Karel Salm-Dahlberg (1917-2011), syn[17]
- 2011-současnost (2016) princ Michael Alfred Salm-Dahlberg (* 1953), syn

### Linie Salm-Leuze/Salm-Kyrburg

Erb rodu Salm-Kyrburg

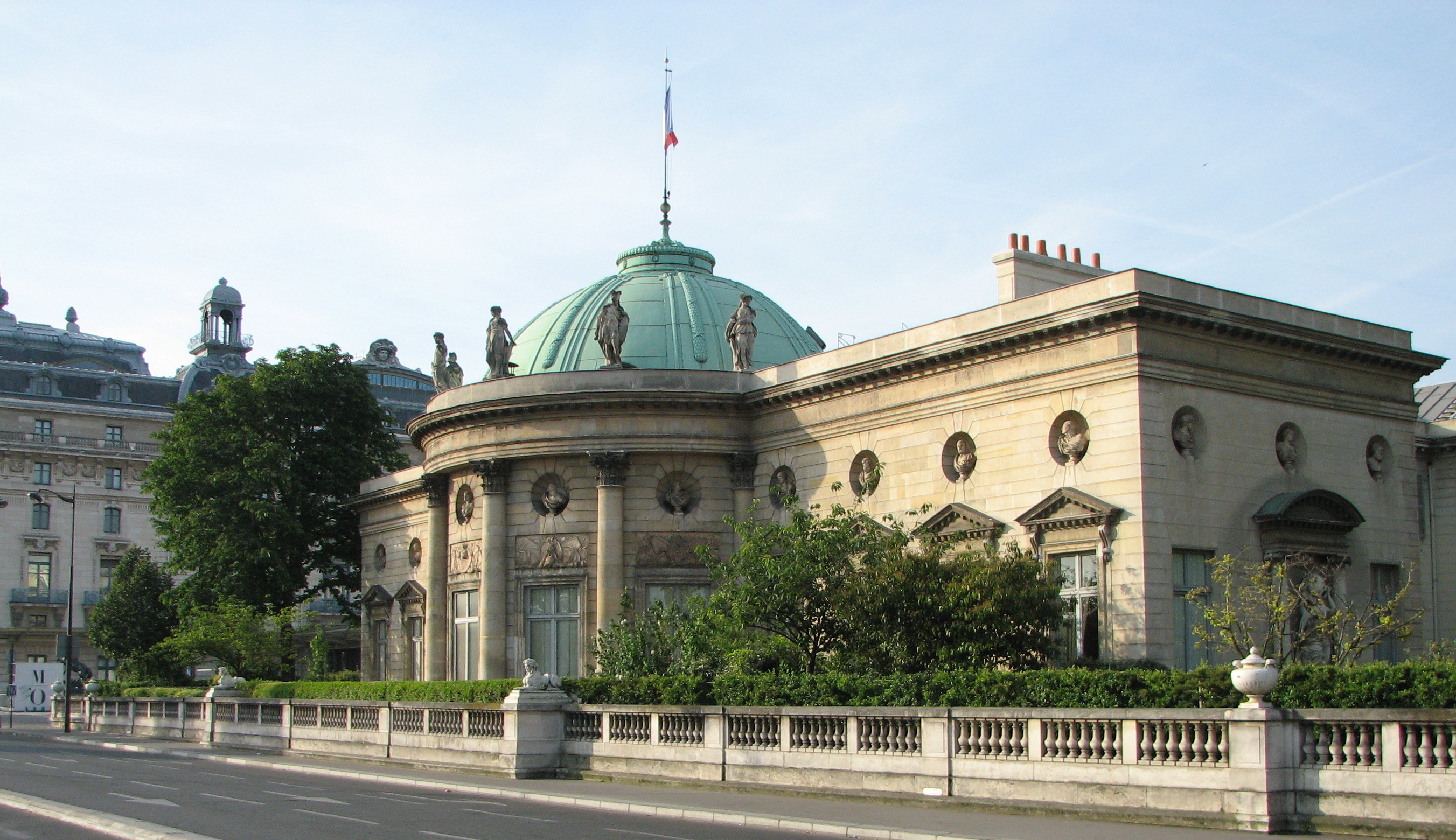
Palác rodu Salm-Kyrburg v Paříži

Větev Salm-Leuze založil mladší bratr Karla Florentina z hoogstraetenské větve, hrabě Jindřich Gabriel Josef (21. července 1674 – 15. října 1714). Jeho syn Jan XI. Dominik (26. července 1708 – 2. června 1778) byl 21. února 1742 povýšen ve Frankfurtu císařem Karlem VII. do říšského knížecího stavu pro sebe, bratra Filipa Josefa a všechny jejich potomky. Knížecí titul se ale vázal na pozměněné rodové jméno Salm-Kyrburg (ve Francii Salm-Kirbourg), které odkazovalo na vymřelou rodovou větev téhož jména. Na říšském sněmu této větvi náležel virilní hlas v radě říšských knížat, sdílený s rodem Salm-Salm (před r. 1743 za Kyrburg v Kolegiu dolnorýnsko-vestfálských hrabat) a též hlas za Kyrburg v krajském sněmu Hornorýnského kraje. Protože se neoženil a zůstal tedy bezdětný, následoval ho jako knížete bratr Filip Josef (21. července 1709 – 7. června 1779), který dne 12. ledna 1763 díky sňatku s dědičkou po říšských knížatech von Hornes (říšskými knížaty byli od roku 1736) zdědil jejich říšský knížecí titul jako doplňkový titul pro hlavu rodu, a to v podobě „kníže van Hornes a Overisque“. Nevěsta však do manželství nepřinesla jen titul, nýbrž také panství Boxtel se sídelním zámečkem Stapelen v Nizozemí a samotné Knížectví Overisque (dnešní Overijse) v Nizozemí rakouském. Salm-Kyrburgové byli ze všech větví rodu nejvíce orientováni na Francii. Kníže Frederik III. (3. května 1745 – 23. července 1794), syn Filipa Josefa, si v Paříži nechal vybudovat palác Hôtel de Salm, dnes sídlo a muzeum Čestné legie a byl za Francouzské revoluce jako royalista a konzervativec a především jako spolupracovník Dantonistů v Paříži gilotinován. Stal se tak jednou z posledních obětí Jakobínského teroru a zemřel téhož dne jako generál Alexandre de Beauharnais.
Frederikově sestře, Amálii Zephyrině (6. března 1760 – 17. října 1841), provdané kněžně Hohenzollern-Sigmaringen, se podařilo zařídit důstojné uložení bratrových ostatků. V letech 1794-1795 rod přišel o všechna svá bezprostřední území, ale Závěrečný říšský reces z roku 1803 přiznal rodu ideální třetinu okresů Ahaus a Bocholt, patřících původně k sekularizovanému Münsterskému knížecímu biskupství. Zbylé ideální dvě třetiny připadly příbuzné větvi Salm-Salm. Z obou okresů bylo vytvořeno suverénní Knížectví Salm, kterému měly vládnout hlavy obou větví jako spoluknížata. Ke knížectví nově patřily dva virilní hlasy v knížecí radě říšského sněmu, takže rody Salm-Kyrburg i Salm-Salm mohly konečně hlasovat plně samostatně. Sídlem rodu Salm-Kyrburg se stal zámek v Ahausu. 12. července 1806 se knížectví stalo zakládajícím členem Rýnského spolku, samo mediatizovalo panství Gehmen patřící rodu Boyneburg-Bömelberg a Napoleon garantoval knížectví Salmů svrchovanost Již roku 1810 ale Napoleon změnil názor na poměry v Německu a řadu spolkových států včetně salmského knížectví násilně a v rozporu se svým slibem přičlenil k Francii (oficiální datum ztráty suverenity a záboru je 28. únor 1811, fakticky k tomu ale došlo již 13. prosince 1810).
Kníže Salm-Kyrburg obdržel za vzniklé hospodářské ztráty od Francie finanční rentu. Vídeňský kongres Salmům vrátil knížectví zpět, ovšem již jen jako mediatizované stavovské panství pod svrchovaností Pruska. Salm-Kyrburgové roku 1824 svůj podíl na knížectví prodali Salm-Salmům a nadále žili převážně ve Francii. Roku 1825 garantoval sněm Německého spolku užívání oslovení Jasnost pro hlavu rodu, v rámci Pruska pak roku 1833 rozšířené na všechny příslušníky rodiny. Čtvrtý kníže Fridrich (IV.) Arnošt (14. prosince 1789 – 14. srpna 1859), ve Francii známý jako Frederik de Salm-Kirbourg, rytíř Řádu čestné legie, byl roku 1831 belgickým Národním konventem prohlášen za jednoho z kandidátů na právě zřízený belgický trůn. Nabídka ale zřejmě nikdy nebyla míněna zcela vážně. Rod v legitimní posloupnosti vymírá po meči roku 1905, v současnosti (2016) ovšem žije jeho morganatická linie baronů von Renneberg, (viz níže).

#### Majetkové poměry
Říšsky bezprostřední statky a volná říšská léna (téměř říšsky bezprostřední) jsou podtržena
Před napoleonskými válkami:
- „Pustinné hrabství“ Kyrburg
- ¼ „Pustinného hrabství“ Dhaun – z dědictví po hrabatech Salm-Dhaun
- ¼ trhové vsi Windesheim (u Kreuznachu, z ¼ falcké léno, ze ¾ trevírské léno)[9] – šlo o část dědictví po rodu Salm-Dhaun († 1748)[10] (zbytek držel rod Salm-Salm)
- říšské porýnské statky Flonheim, Dhronecken (Thronecken), Wildenburg Diemeringen (z každého ¼) a ⅛ Wörrstadtu spravované společně s rodem Salm-Salm[15] (z toho ⅛ Flonheimu, Dhroneckenu, Wildenburgu a Diemeringenu a 1/16 Wörstadtu)
- trhové městečko Kirn – falcké léno spravované společně s rodem Salm-Salm (z toho ¾ Salm-Kyrburgů)[16]
- panství Renneberg v Kolínském kurfiřtství
- knížectví Overisque (Overijse), panství Leuze a Pecq v Rakouském Nizozemí (Overisque r. 1817 prodáno brabantskému novošlechtici Mauricovi de la Hoye)
- panství a zámek Boxtel, panství Moergestel v Nizozemí
- palác v Paříži

Po napoleonských válkách:
- ⅓ bývalého bezprostředního Knížectví Salm, tj. ⅓ okresů Ahaus a Bocholt a panství Werth (roku 1824 prodáno rodu Salm-Salm s výjimkou zámku v Ahausu s příslušenstvím za převzetí rodinných dluhů ve výši 50 000 tolarů a věčnou rentu 5200 tolarů ročně.
- panství Renneberg v Kolínském kurfiřtství
- panství Boxtel a Moergestel v Nizozemí

Stejně jako rod Salm-Salm, tak i rod Salm-Kyrburg na napoleonských válkách vydělal, ačkoli méně výrazně. Koncem 18. století činily roční příjmy rodu okolo 96 000 zlatých, ve 40. letech 19. století již zhruba 180 až 200 000 zlatých.

#### Titul
Plný oficiální titul posledního žijícího knížete zněl: Jeho Jasnost, Bedřich VI. Arnošt Ludvík Karel Valentin Maria, 5. kníže na Salm-Kyrburgu, kníže na Ahausu a Bocholtu, Pustinný a Porýnský hrabě, hrabě z Rennenbergu

#### Přehled knížat
- 1743-1778 Jan (XI.) Dominik, 1. kníže Salm z Kyrburgu (1708-1778)
- 1778-1779 Filip Josef, 2. kníže Salm z Kyrburgu (1709-1779), bratr
- 1779-1794 Fridrich (III.) Jan, 3. kníže Salm z Kyrburgu (1745-1794), syn
- 1794-1859 Fridrich (IV.) Arnošt, 4. kníže Salm z Kyrburgu (1789-1859), syn
- 1859-1887 Fridrich (V.) Arnošt, 5. kníže Salm z Kyrburgu (1823-1887), syn
- 1887-1905 Fridrich (VI.) Arnošt, 6. kníže Salm z Kyrburgu (1845-1905), syn

### Linie Salm-Grumbach/Salm-Horstmar

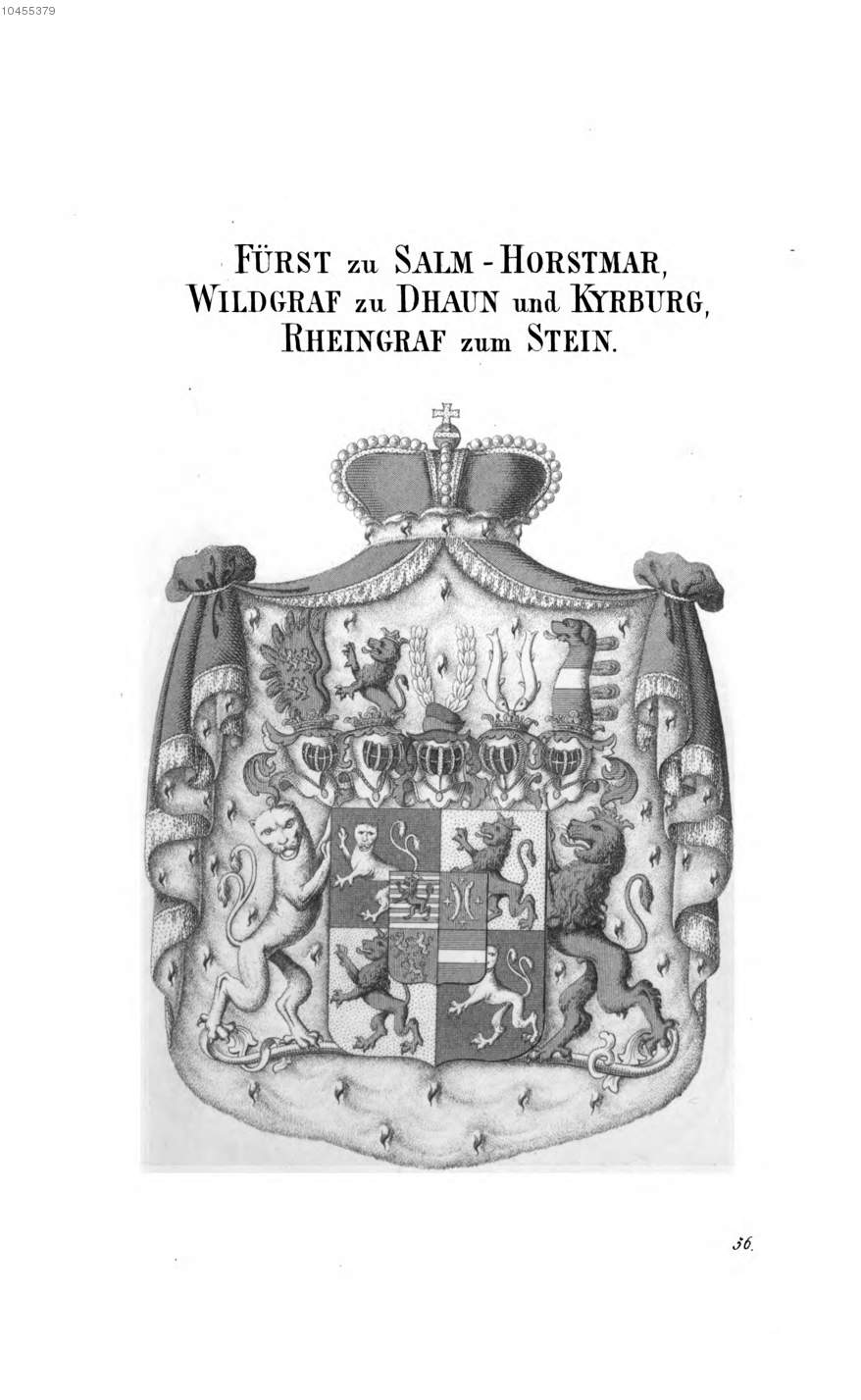
Erb knížat Salm-Horstmar, 1850

Od rodové linie Salm-Grumbach, od druhé poloviny 17. století jediné nekatolické (konkrétně luteránské) větve Salmů, se roku 1668 oddělila větev Rheingrafenstein. Tato větev byla zastoupena na říšském sněmu hlasem v Kolegiu dolnorýnsko-vestfálských hrabat (za Grumbach) a tamtéž hlasem za Dhaun, sdílený s linií Rheingrafenstein. Stejný podíl držela linie na těchto hlasech i na sněmu Hornorýnského říšského kraje, a tyto hlasy byly pochopitelně odvozeny od skutečné držby rodového majetku. V roce 1701 zdědila větev část majetků vymřelé větve Salm-Kyrburg (starší z obou toho jména) a v roce 1750 pak část majetků po vymřelé větvi Salm-Dhaun. Toto dědictví se stalo předmětem sporu trvajícího až do napoleonských válek. Dědictví si totiž chtěli rozdělit pouze představitelé obou hraběcích větví Salmů, ovšem o majetek se přihlásily i obě větve knížecí, které hraběcím rodům, ačkoli byly s vymřelými Salmy z Dhaunu blíže příbuzní, přiznávali pouze polovinu dědictví. Obě hraběcí větve: Salm-Dhaun a Salm-Rheingrafenstein se ovšem s polovinou spokojily jen podmínečně a do konce 18. století se o zbytek dědictví soudily. V roce 1793 zdědil společně vládnoucí hrabě Karel Ludvík (14. července 1729 – 23. září 1799) a jeho mladší bratr Vilém Kristián (17. května 1741 – 18. května 1810) majetky po meči vymřelé rheingrafensteinské větve, první z nich z titulu nejbližšího příbuzného v mužské posloupnosti a druhý na základě sňatku s dcerou posledního rheingrafensteinského hraběte, Luisou. Roku 1795 přišel rod Salm-Grumbach o všechna svá říšská bezprostřední území. Finální reces říšské deputace roku 1803 poskytlo hrabatům jako náhradu za ztracené pozemky a za dědické nároky po vymřelém rodě Salm-Rheingrafenstein okres Horstmar, patřící původně Münsterskému knížecímu biskupství, který říšský sněm přiřkl Salm-Grumbachům jako nové rodové hrabství, po kterém si rod také změnil jméno na Salm-Horstmar. Po 12. červenci 1806 bylo hrabství mediatizováno Velkovévodstvím Berg a roku 1810 přičleněno k Francouzskému císařství. Vídeňský kongres předal Horstmar pod svrchovanost Pruska a garantoval mu status mediatizovaného stavovského panství.

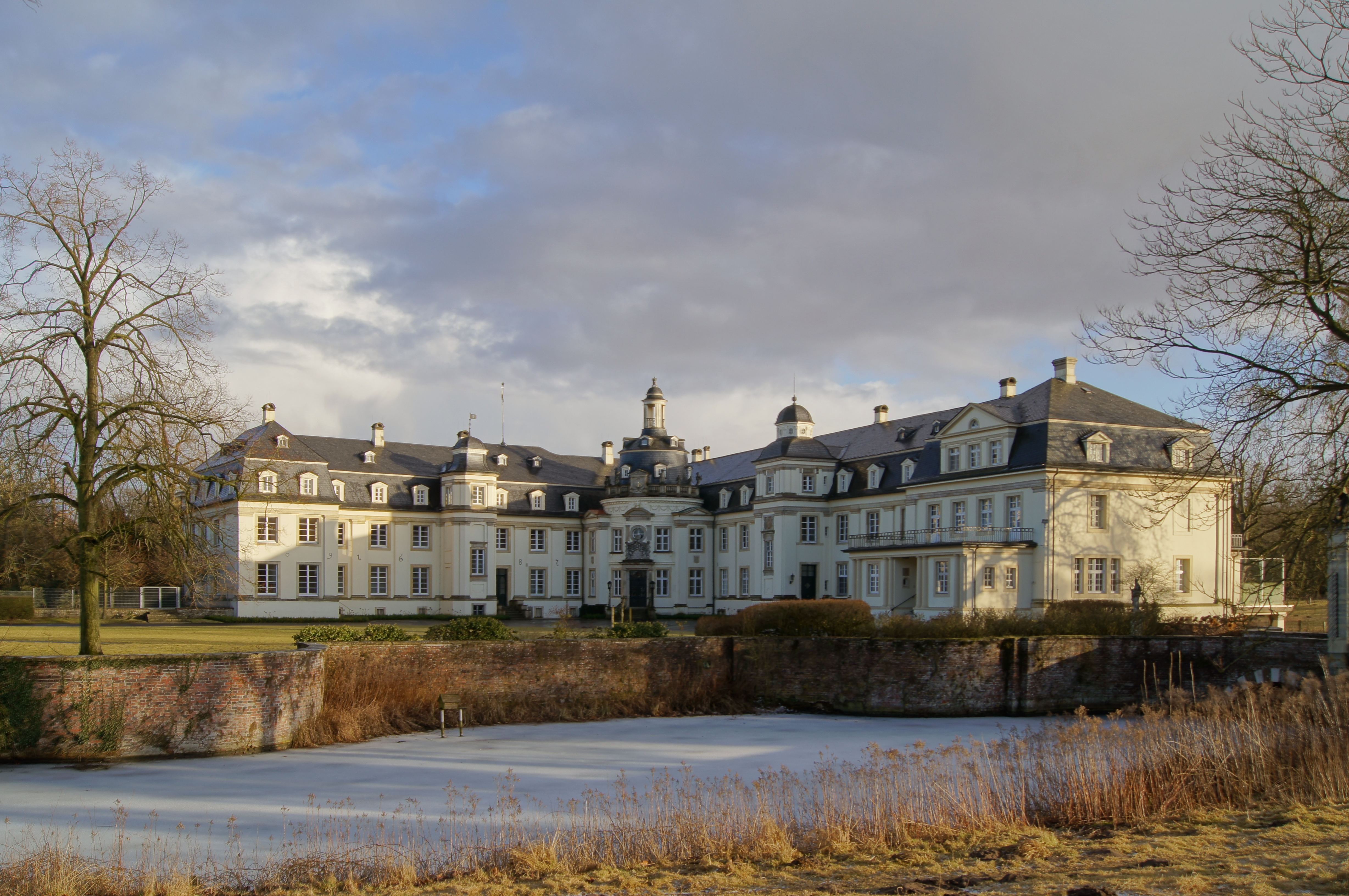
Zámek Varlar u Coesfeldu v hrabství Horstmar, dříve sekularizovaná premonstrátská kanonie. Od roku 1803 až do současnosti rezidence rodiny Salm-Horstmar.

Pruský král Fridrich Vilém III. dne 22. listopadu 1816 povýšil hrabata ze Salm-Horstmaru do pruského knížecího stavu pro celý rod s nárokem na oslovení „Jasnosti“. 12. října 1854 získala hlava rodu dědičně členství v panské sněmovně tehdy čerstvě zřízeného pruského parlamentu. Zajímavou postavou rodu byl již první kníže Vilém Fridrich August (11. března 1799 – 27. března 1865), který byl významným amatérským vědcem na poli zemědělsko-chemickotechnologickém. Za jeho výzkumné úspěchy jej v závěru života jmenovala berlínská akademie věd svým čestným členem. Třetí kníže, Otto (II.) Adalbert Fridrich (23. září 1867 – 2. března 1941) patřil k důležitým velkoněmecky orientovaným patriotům. Náležel k hnutí Všeněmců a snažil se prosadit svůj vliv u císařského dvora přes podobně smýšlející císařovnu Augustu Viktorii. Salmova audience u císaře Viléma roku 1916 (tzv. Salmadresse) výrazně napomohla pádu „málo vlasteneckého“ kancléře Bethmann-Hollwega. Kníže Otto se rovněž angažoval jako čestný prezident, v praxi však velmi aktivní člen, „Spolku pro ochranu německých statků a půdy“ (Schutzverband für deutschen Grundbesitz), jehož smyslem bylo zajistit kombinací morální agitace a výhodných nabídek koupě a výkupy statků, aby se půda nacházející se v rukou německých vlastníků nedostávala do majetku cizinců i státních občanů neněmecké národnosti, především Poláků, Židů a Angličanů. K Salmovým dalším veřejným zásluhám patřil i podíl na obnovení činnosti univerzity v Münsteru.). Příslušníci rodu v současnosti žijí převážně v Německu a Rakousku.

#### Majetkové poměry
Říšsky bezprostřední statky a volná říšská léna (téměř říšsky bezprostřední) jsou podtržena
Před napoleonskými válkami:
- „Porýnské hrabství“ Grumbach
- část Eßweilského údolí (Eßweiler Tal)
- ¼ vsi Wörrstadt (zbytek držely linie Salm-Salm, Salm-Kyrburg a Mohučské kurfiřtství)
- ½ panství Dhronecken (Thronecken) – z dědictví po starší linii Salm-Kyrburg
- ¼ panství Diemeringen – z dědictví po linii Salm-Dhaun[27]
- z rovnoměrně rozděleného dědictví po větvi Salm-Dhaun: ¼ Pustinného hrabství Dhaun, ½ obvodu vrchního šoltyse (Oberschultheißamt) Meddersheim, ½ soudní okres Hausen im Hunsrück
- z dědictví starší linie Salm-Kyrburg, které nejprve přešlo na linii Salm-Dhaun: ¼ okrsku Flonheim, 1/16 panství Diemeringen, ½ panství Püttlingen/Putelánge ve francouzském Lotrinsku[28]

Po napoleonských válkách:
- bývalé bezprostřední hrabství Horstmar v pruském Vestfálsku

#### Titul
Plný titul současné hlavy rodu zní: Jeho Jasnost, Filip Otto Luitpold Karel Hans Ruppert, 5. kníže a Porýnský hrabě na Salm-Horstmaru, Pustinný hrabě na Dhaunu a Kyrburgu, Porýnský hrabě na Steinu, pán na Vinstingenu, Diemeringenu a Püttlingenu etc.

#### Přehled knížat
- 1816-1865 Vilém Fridrich, 1. kníže Salm z Horstmaru (1799-1865)
- 1865-1892 Oto (I.), 2. kníže Salm z Horstmaru (1833-1892), bratr
- 1892-1941 Oto (II.), 3. kníže Salm z Horstmaru (1867-1941), syn
- 1941-1996 Filip František, 4. kníže Salm z Horstmaru (1906-1996), syn
- 1996-současnost (2016) Filip Oto, 5. kníže Salm z Horstmaru (1938-), syn

### Linie Salm-Rheingrafenstein

Erb rodu Salm-Rheingrafenstein, který používal ještě starou verzi znaku salmského hrabství

Větev Salm-Rheingrafenstein (též zvaná Salm-Grehweiler či Salm-Gaugrehweiler) zdědila po vymření Gonzagů, 5. července 1708, resp. vymření starší knížecí větve Salmů, 23. listopadu 1738, dědické nároky na severoitalské vévodství Montferrat, nikdy ovšem neprosazené. V jejím vlastnictví se nacházelo hrabství Rheingrafenstein a polovina hrabství Dhaun. K oběma těmto hrabstvím náležel vždy jeden hlas v Kolegiu dolnorýnsko-vestfálských hrabat říšského sněmu i v krajském sněmu Hornorýnského kraje (kde měly tedy hrabata ze Salm-Rheingrafensteinu vždy 1 a půl hlasu). V roce 1701 zdědila větev část majetků vymřelé větve Salm-Kyrburg (starší z obou toho jména) a v roce 1750 pak část majetků po vymřelé větvi Salm-Dhaun. Toto dědictví se stalo předmětem sporu trvajícího až do napoleonských válek. Dědictví si totiž chtěli rozdělit pouze představitelé obou hraběcích větví Salmů, ovšem o majetek se přihlásily i obě větve knížecí, které hraběcím rodům, ačkoli byly s vymřelými Salmy z Dhaunu blíže příbuzní, přiznávali pouze polovinu dědictví. Obě hraběcí větve: Salm-Dhaun a Salm-Rheingrafenstein se ovšem s polovinou spokojily jen podmínečně a do konce 18. století se o zbytek dědictví soudily. Roku 1795 byla všechna bezprostřední území rodiny obsazena Francií a již o dva roky dříve rod v osobě hraběte Karla Magnuse (26. března 1718 – 1. července 1793) po meči vymírá. Dědické nároky nejbližší příbuzné linie Salm-Grumbach byly ještě posíleny sňatkem Karlovy nejmladší dcery Luisy Charlotty (10. března 1763 – 30. března 1837) s grumbašským hrabětem Vilémem Kristiánem.

#### Majetkové poměry
Říšsky bezprostřední statky a volná říšská léna (téměř říšsky bezprostřední) jsou podtržena
Před napoleonskými válkami:
- „Porýnské hrabství“ (Rheingrafen)Stein
- ½ panství Wildenburg v kraji Hunsrück – trevírské léno, z dědictví po starší linii Salm-Kyrburg
- ¼ panství Diemeringen – z dědictví po linii Salm-Dhaun[29]
- z rovnoměrně rozděleného dědictví po větvi Salm-Dhaun: ¼ Pustinného hrabství Dhaun, ½ obvodu vrchního šoltyse (Oberschultheißamt) Meddersheim, ½ soudní okres Hausen im Hunsrück
- z dědictví starší linie Salm-Kyrburg, které nejprve přešlo na linii Salm-Dhaun: ¼ okrsku Flonheim, 1/16 panství Diemeringen, ½ panství Püttlingen/Putelánge ve francouzském Lotrinsku[28]

#### Titul
Plný titul posledního hraběte zněl: Jeho vysokohraběcí Excelence, Karel Magnus, Pustinný hrabě na Dhaunu a Kyrburgu, Porýnský hrabě na Steinu, hrabě na Salmu a Püttlingenu, princ a markrabě z Montferratu, pán na Vinstingenu a Diemeringenu etc.

### Další významné osobnosti rodu
- Karl Florentin Salm-Dhaun (1638-1676), generál a vyslanec Spojených nizozemských provincií
- Vilém Florentin Salm-Salm (1745-1810), kníže-arcibiskup pražský
- Amalie Zephyrina Salm-Kyrburg (1760-1841), provdaná 7. kněžna Hohenzollern-Sigmaringen, pro svou politickou činnost za napoleonských válek označovaná za „zachránkyni domu Hohenzolernů“.
- Felix Salm-Salm (1828-1870), generál armády Americké unie za války severu proti jihu, vojenský křídelní pobočník mexického císaře Maxmiliána Habsburského
- Rosemary Salm-Salm (1904-2001), provdaná za arcivévodu Huberta Salvátora Habsbursko-Lotrinského

## Morganatické a nelegitimní rodové linie
Existují dvě rodové větve vzešlé z knížecích rodin Salm-Salm a Salm-Kyrburg, které kvůli nerovnému původu nepatří oficiálně do rodu Salmů a nemohou vůči němu vznášet dědické nároky. přesto ovšem z rodu Salmů v mužské linie pochází a byly v minulosti povýšeny do šlechtického stavu.
Třetí kníže Salm ze Salmu, Konstantin Alexander (22. listopadu 1762 – 25. února 1828) uzavřel po dvou rovnorodých manželstvích dne 12. června 1810 v nizozemském 's-Gravenhage sňatek s neurozenou Katharinou Bender (19. ledna 1791 – 13. března 1831). Z jejich manželství vzešli syn synové Otto, Eduard, Rudolph, Albrecht a Hermann, které pruský král Fridrich Vilém III. povýšil dne 28. září 1830 na šlechtice Salm de Loon a následně pak 31. března 1831 na hrabata von Hoogstraeten s právem užívat erbovní znak původních hoogstraetenských hrabat. Nový pruský král Fridrich Vilém IV. jim navíc dovolil užívat též rodové jméno Salmů a udělil jim titul dne 30. července 1847 titul hrabě von Salm-Hoogstraeten. Za regentské vlády prince Viléma se dne 9. října 1858 potomkům knížete Konstantina Alexandra dostalo ještě práva užívat otcův knížecí erb Salm-Salmů (pokrytý ovšem hraběcí korunkou), čímž byly naplněny téměř všechny formální znaky příslušnosti k rodu Salm-Salmů, i když ke skutečnému zrovnoprávnění a legitimizaci těchto synů ani jejich potomků nikdy nedošlo. Jejich potomci žijí ve značném počtu i v současnosti (2019).
Druhá rodová nelegitimní větev vzešla ze sňatku posledního knížete Frederika VI. de Salm-Kirbourg (3. srpna 1845 – 2. ledna 1905) s neurozenou Belgičankou Louisou le Grand (6. prosince 1864 – 8. srpna 1929). Louisa byla 11. června 1885 ve vévodství Sasko-Coburg-Gotha povýšena na „svobodnou paní von Eichhof“ a 1. března 1917 byla, již jako vdova, císařem Vilémem II. povýšena i se svými dětmi do stavu pruských svobodných pánů s predikátem „von Rennenberg“. Baroni z Rennenbergu jsou i v současnosti (2019) žijícím rodem a nemají žádné oficiální příbuzenské svazky a dědické nároky vůči rodu Salmů.

## Erb rodu
Erb rodu je tvořen čtvrceným štítem s rovněž čtvrceným středovým štítkem. Jednotlivá pole obou štítů tvoří původní rodové erby, zděděných rodů, vesměs totožné se znaky získaných panství.

### Znaky skutečně drženýchbezprostředníchpanství, které se objevují v salmském erbu

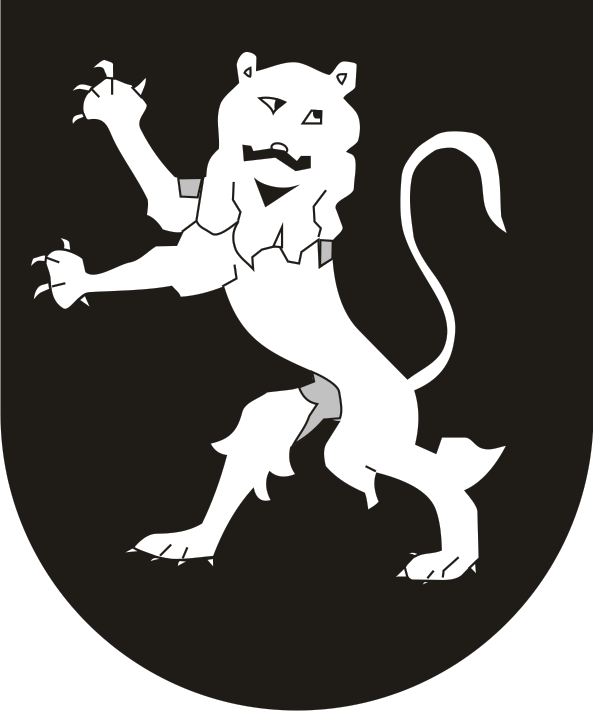
(Porýnské) hrabství Stein
(Porýnské) hrabství Grumbach
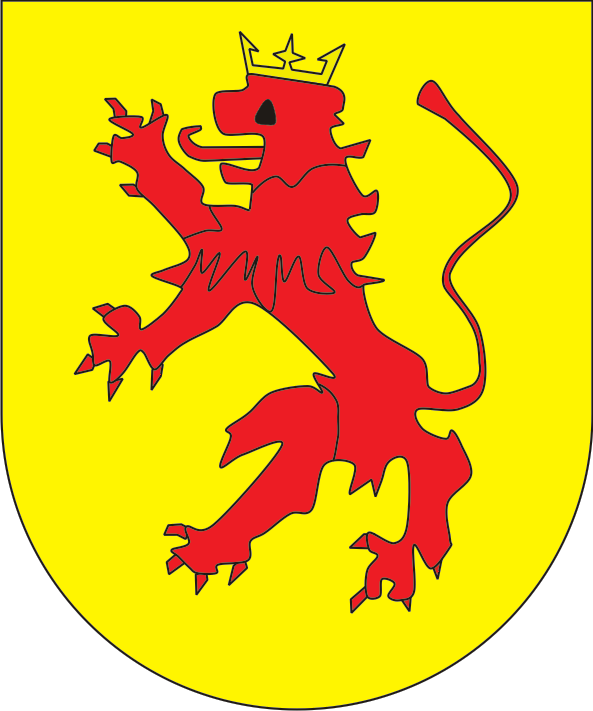
Pustinné hrabství Dhaun
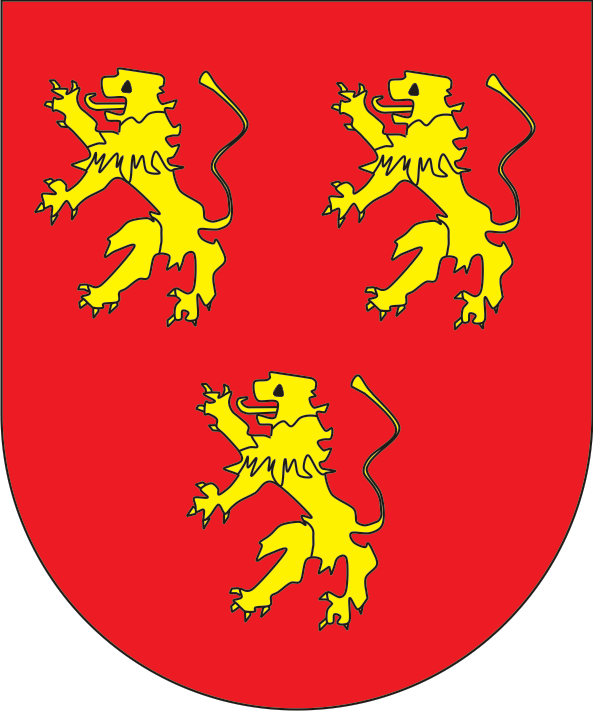
Pustinné hrabství Kyrburg
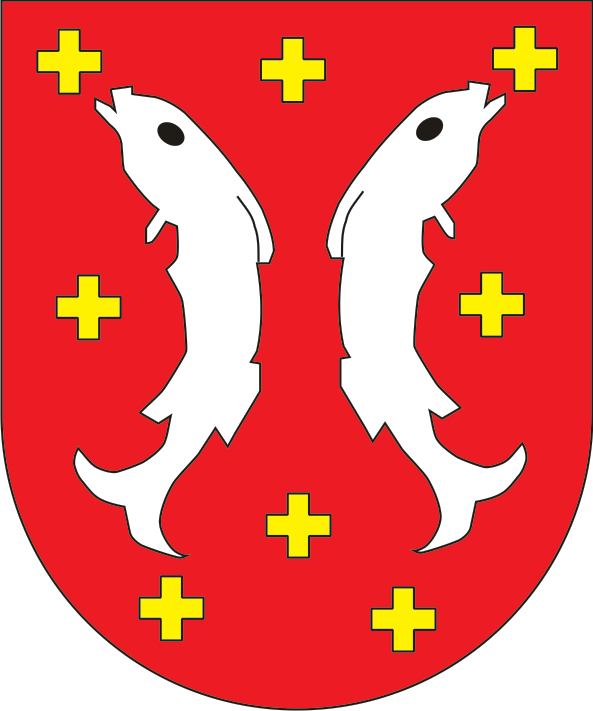
Hrabství Horní Salm
Hrabství Salm a Horní Salm (původní verze), užívána rodem hrabat ze Salmu a převzatá některými větvemi Salmů z rodu "Wild- und Rheingrafen"
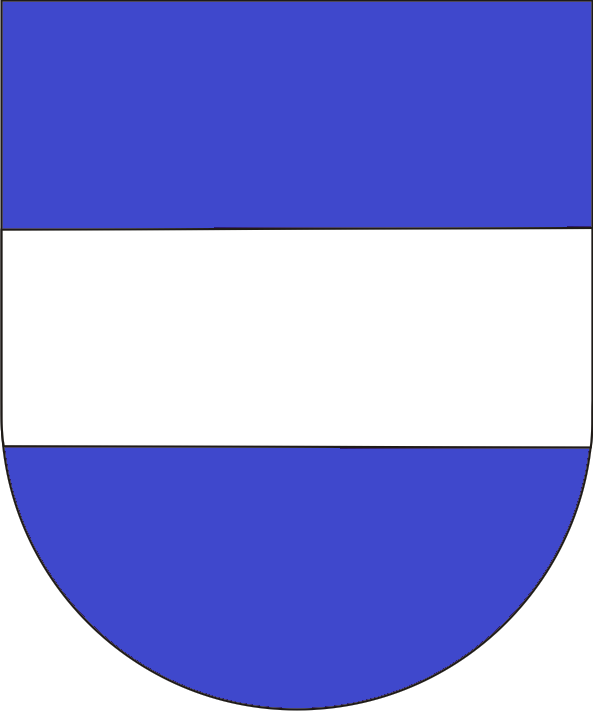
Panství Vinstingen/Fénetrange
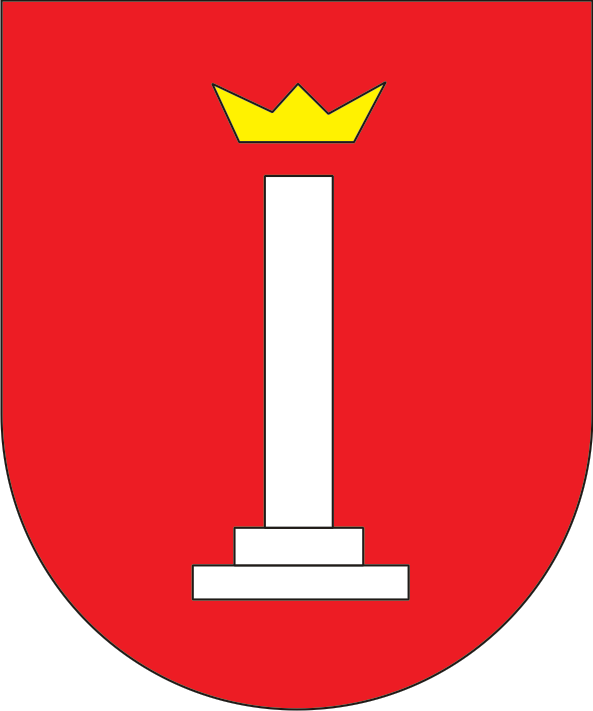
Panství Anholt

### Znaky a erby, související s nárokovaným následnictvím v Montferratu, též někdy užité v erbu

Znak Montferratského markrabství
Erb dynastie Palaiologovců dříve vládnoucí v Montferratu
Znak Mantovského vévodství, kde vládli spolu s Montferratem Gonzagové
Znak Saska, který užívali Gonzagové jako vyjádření starých dědických nároků (později užíván i Salmy bez nároků na Sasko, oba rody však znak užívaly s převráceným pořadím pruhů, tj se zlatým pruhem na vrcholu)

### Znaky závislých šlechtických panství, jiných panství a titulů, které se vsalmském erbu neobjevily

Znak vévodství Hoogstraeten
Znak lotrinského panství Diemeringen
Znak lotrinského hrabství Morhange/Morchingen
Erb knížat z Hornes a znak bývalého hrabství Horn, od r. 1677 znak knížectví Overisque (Salmové z Kyrburgu užívali titul kníže z Hornes a Overisque)
Znak hrabství Horstmar (toto hrabství bylo říšsky bezprostřední)

## Příbuzenstvo
Spojili se hrabaty z Mansfeldu, knížaty z Ligne, Reussy, Hohenlohy, Hesenskými, Šternberky, rodem La Tremoille, rodem Alvarez de Toledo, Dalbergy, Löwensteiny z Wertheimu, rodem Croÿ, hrabaty Wolff-Metternich zur Gracht a dalšími rody

## Zajímavosti

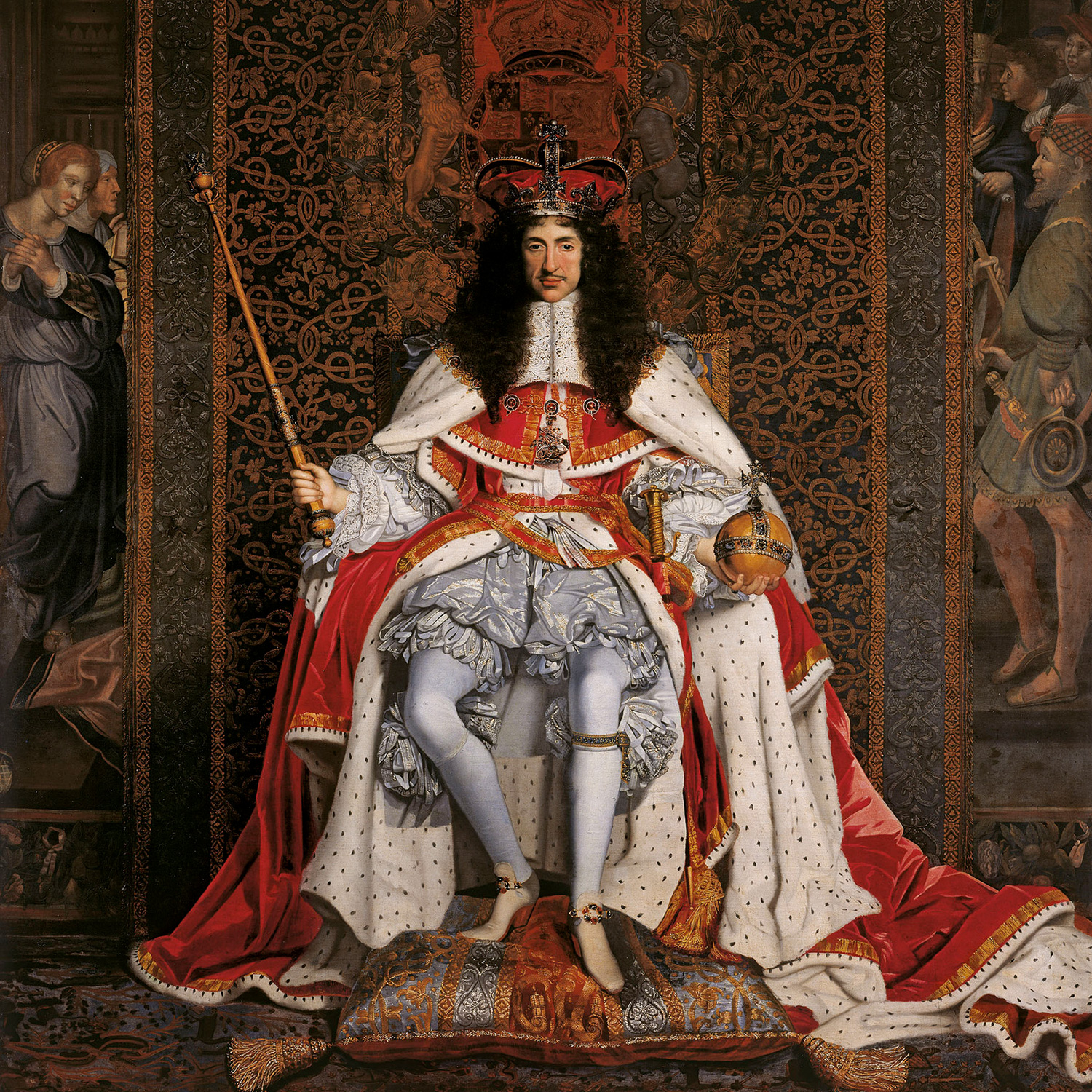
Anglický král Karel II. oblečený v „rejngráfkách“, Obraz od Johna Michaela Wrighta, 1661 či 1662

- Hrabata a knížata na Horním Salmu ve Vogézách se počátkem 17. století zasloužila o vznik nové módy v odívání. Jsou po nich pojmenovány silně nabírané a velice krátké kalhoty, končící zhruba 10–30 cm nad kolenem a nošené s elastickými punčochami. Tyto kalhoty se podobaly v té době rovněž hojně nošeným „pumpkám“. Lišily se od nich ale mohutnějším nabíráním a kratší dálkou, neboť pumpky sahaly od pasu až ke kolenům. Z Horního Salmu se tyto kalhoty rozšířily na pařížský dvůr Ludvíka XIII. a odtud během první poloviny 17. století do celé Evropy. Začalo se jim říkat „rejngáfky“ (francouzsky rhingrave, německy Rheingrafenhose, anglicky rhinegraves).
- Rodina Salm-Salm sponzorovala Payerovu polární expedici, podniknutou lodí Tegetthof v letech 1872–74. Na památku rodu byl proto jeden z ostrovů expedicí objevené Země Františka Josefa pojmenován Salmovým ostrovem (Salm-Insel).[35]